# Steeneichthys
Steeneichthys is een geslacht van straalvinnige vissen uit de familie van rifwachters of rondkoppen (Plesiopidae).

## Soorten
- Steeneichthys nativitatus Allen, 1987
- Steeneichthys plesiopsus Allen & Randall, 1985